# Knattspyrnufélag Reykjavíkur
Knattspyrnufélag Reykjavíkur, kraće KR ili KR Reykjavik je islandski sportski klub, te je najstariji i najuspješniji islandski nogometni klub.

## Povijest
Osnovan je 16. veljače 1899. kao prvi sportski klub na Islandu. Nakon što su osnovani i drugi klubovi, KR je osvojio naslov prvaka prve sezone Islandske nogometne lige, koja je odigrana 1912. godine. Godine 1960. osvojio je i prvo izdanje Islandskog kupa, te je 1964. postao i prvi islandski klub koji je nastupio u nekom europskom natjecanju, u utakmici protiv Liverpoola. Godine 1968. po dvadeseti put su osvojili prvenstvo, međutim na idući uspjeh morali su čekati 31 godinu, te su 1977. i ispali u drugu ligu. Svoj 21. naslov prvaka osvojili su 1999., na stogodišnjicu kluba, te još četiri puta nakon toga, posljednji put 2011. godine.

## Uspjesi
- Prva islandska liga: 27 naslova

- 1912., 1919., 1926., 1927., 1928., 1929., 1931., 1932., 1934., 1941., 1948., 1949., 1950., 1952., 1955., 1959., 1961., 1963., 1965., 1968., 1999., 2000., 2002., 2003., 2011., 2013., 2019.

- Islandski kup: 12 naslova

- 1960., 1961., 1962., 1963., 1964., 1966., 1967., 1994., 1995., 1999., 2008., 2011.

- Islandski liga kup: 4 naslova

- 1998., 2001., 2005., 2010.

## Vanjske poveznice
- Službena stranica